# Orquestra Sinfônica de Cincinnati

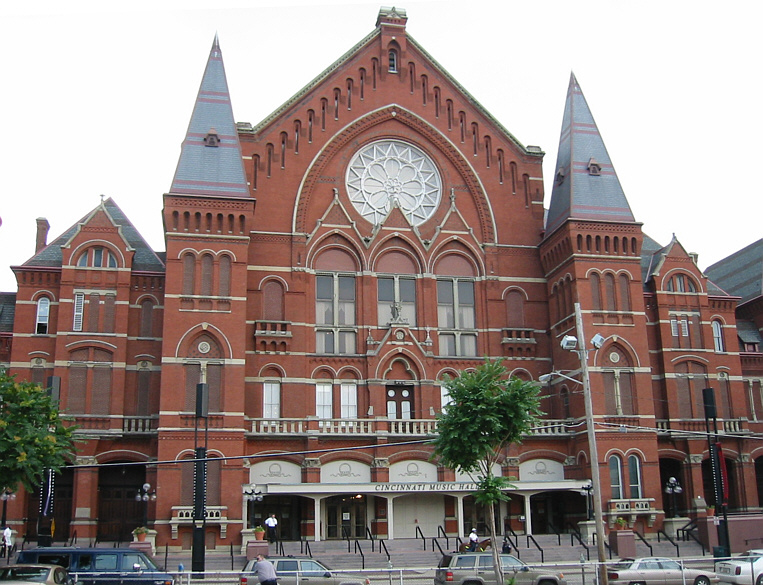
Cincinnati Music Hall.

A Orquestra Sinfônica de Cincinnati (em inglês:  Cincinnati Symphony Orchestra) é a quinta orquestra mais antiga dos Estados Unidos, e tem o legado de ser uma das melhores orquestras do país, com performances no Music Hall e turnês internacionais. Ela representa a evolução de duzentos anos de música, fazendo a cidade de Cincinnati, no sudoeste de Ohio. Tem o maestro Paavo Järvi como Diretor Musical.

## História
Após a formação de muitas orquestras entre 1825 e 1872, a Associação da Orquestra de Cincinnati foi fundada pela esposa do futuro presidente dos Estados Unidos, William Howard Taft, em 1893. A orquestra apresentou-se pela primeira vez em 1895 no Pike's Opera House e um ano depois mudou-se para a Music Hall. O primeiro maestro foi Frank Van der Stucken, um músico nascido no texas, servindo no cargo até 1907. Nos primeiro anos, a orquestra foi visitada por notáveis figuras internacionais, como Richard Strauss e Edward McDowell. Foi a Sinfônica que apresentou a première estadunidense da Sinfônia nº5 de Gustav Mahler.
Por três anos a orquestra foi desfeita por disputas e problemas financeiros e reorganizou-se em 1909, quando o jovem organista da Inglaterra, Leopold Stokowski, foi nomeado o líder do gripo. Após os três anos de Stokowski a orquestra começou a ser conhecida nacionalmente, sendo conduzida por Ernst Kunwald em 1974, o violinista vituoso belga Eugène Ysaÿe (1918-1922), Fritz Reiner (1922-1933) e Eugene Goossens (1933-1947). Nesse período, a orquestra mudou-se do Music Hall para o Emery Auditório em 1909 e voltou para o Music Hall em 1936.
A Orquestra apresentou a première estadunidense da Sinfonia nº3 de Gustav Mahler(1912), a primeira gravação (1917) e também as premières mundial de Fanfare for the Common Man e Lincoln Portrait de Aaron Copland.
Após Goossens, Thor Johnson tornou-se maestro em 1947, conduzindo também a orquestra em algumas gravações em estéreo, pela Remington Records, seguido por Max Rudolf em 1958. Sob a direção de Thomas Shippers, que morreu repentinamente em 1977, foi formada a Orquestra Pops de Cincinnati, em 1977, com Erich Kunzel como maestro. Após a morte de Schippers, Walter Susskind serviu como Conselheiro Artístico da orquestra por três anos, até sua morte em 1980.
No mesmo ano, o maestro austríaco Michael Gielen tornou-se maestro, em 1980, com um contrato de seis anos, sendo sucedido por Jesús López-Cobos. López-Cobos conduziu a orquestra com muito sucesso, levando-a a uma turnê europeia em 1995, a primeira desde 1969 e primeira aparição na TV pela PBS. Ele retirou-se em 2001, após ter se tornado o maestro a permanecer por mais tempo a frente da orquestra, sendo nomeado Diretor Musical Emérito em setembro de 2001.

## A orquestra hoje
Desde 2001, o Diretor Musical é o estoniano Paavo Järvi. Em abril de 2007 a orquestra anunciou que o contrato de Järvi foi prolongado até a temporada de 2011. Em janeiro de 2010 a orquestra anunciou que Järvi não queria renovar seu contrato até 2001.
Em janeiro de 2007 a orquestra anunciou dificuldades financeiras, com um déficit monetário de 2 milhões de dólares. Em 2009 essas dificuldades fizeram com que o contrato com a Telarc fosse rompido (a orquestra gravou para a companhia por duas décadas).
No fim de 2009 o filantropo e patrono artístico da Orquestra, Louise Nippert anunciou um investimento de 85 milhões de dólares. A orquestra receberia 67% por ano, a Ópera de Cincinnati receberia 20% e o Balé de Cincinnati receberia 5%. Os outros 8% (300 mil dólares) seriam passados para o Festival de Maio de Cincinnati e para a Série de Músicas de Câmara Linton.